# Julian Walder

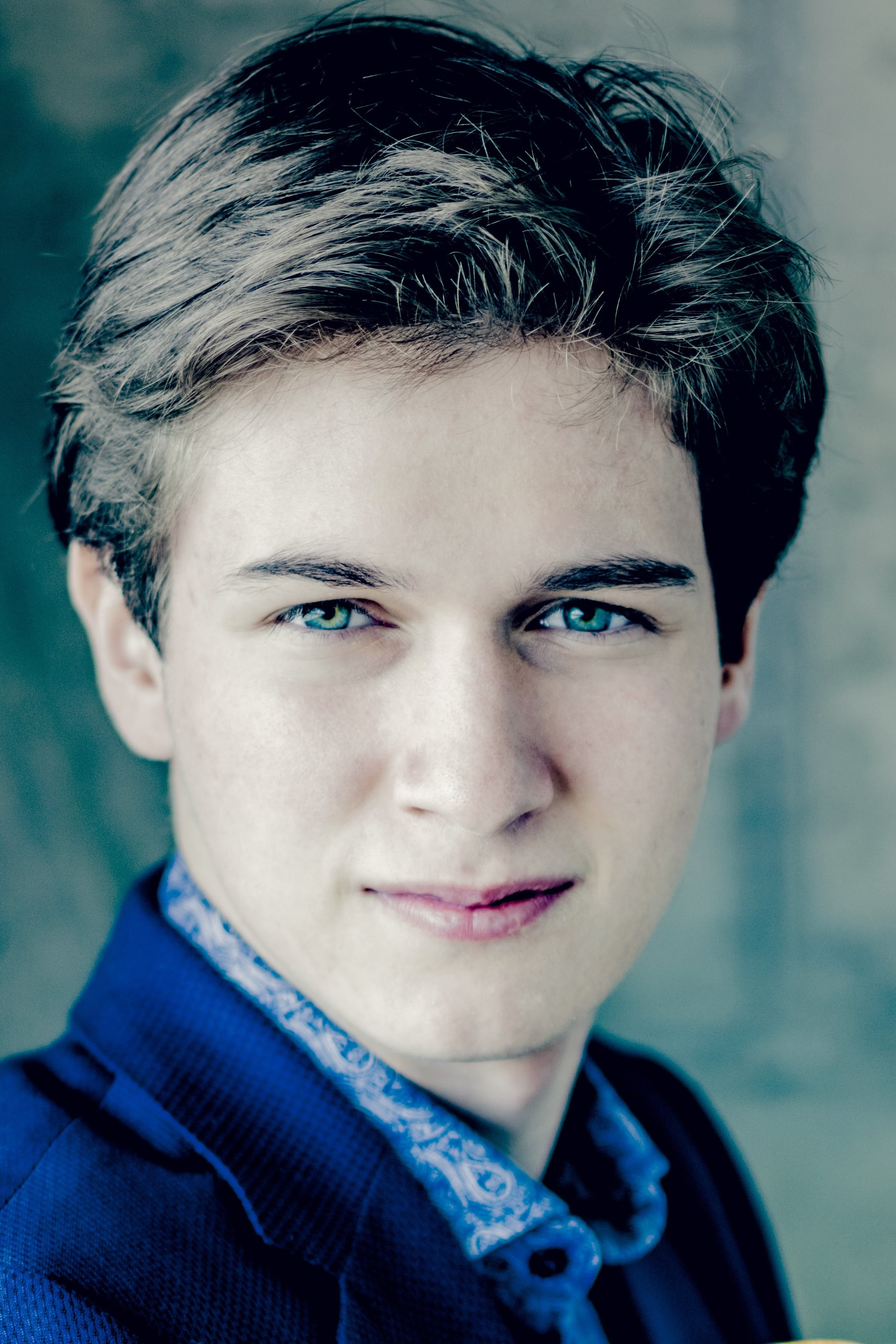
Julian Walder (2020)

Julian Walder (* 19. Oktober 2000 in Wien) ist ein österreichischer Violinist.

## Leben und Wirken
Julian Walder erhielt mit fünf Jahren seinen ersten Geigenunterricht und wurde mit sieben Jahren von Arkadij Winokurow unterrichtet, dem er mit elf Jahren als Jungstudent an die Anton Bruckner Privatuniversität Linz folgte. Anschließend studierte er fünf Jahre bei Yair Kless an der Kunstuniversität Graz. Nach der Matura am Musikgymnasium Wien studierte er ab 2019 bei Natalia Prishepenko an der Musikhochschule Dresden. und wechselte 2023 zu David Frühwirth an die Universität für Musik und darstellende Kunst Wien. Meisterkurse besuchte er bei Vadim Gluzman, Mihaela Martin, Liana Issakadse, Tanja Becker-Bender, Shmuel Ashkenasi, Ulf Wallin und Zakhar Bron. Stipendien erhielt er unter anderem vom Andrea Postaccini Wettbewerb in Italien und ist seit 2023 Stipendiat des Arkady Fomin Scholarship Fund (AFSF) des North Shore Chamber Music Festivals.
Sein Debüt in der Weill Recital Hall der Carnegie Hall gab Walder 2018 im Rahmen eines Preisträgerkonzertes. Er konzertierte solistisch und kammermusikalisch unter anderem am Moskauer Bolschoi-Theater, im Goldenen Saal des Wiener Musikvereins, im Wiener Konzerthaus, in der Jakarta Concert Hall,  der Schubertiade Wieden in Wien, beim Stift Stams sakral – Festival Orgel Plus, bei den Saarlouiser Orgeltagen, den Serenadenkonzerten Niederösterreich, bei den Kayabuki Concert Series in Japan,  sowie bei der EXPO in Osaka 2025. Dabei arbeitete er unter anderem mit den Hofer Symphonikern, dem Jakarta Concert Orchestra, dem Chelyabinsk Symphony Orchestra, dem Mödlinger Symphonischen Orchester, dem Vienna Ensemble, der Camerata Musica Szombathely (Ungarn), der Jungen Philharmonie Wien, dem Kammerorchester Lyra Wien unter der Leitung von Dirigenten wie Christoph-Mathias Mueller, Avip Priatna, Adik Abdurakhmanov, Bernhard Steiner und Michael Lessky zusammen.
Zu Walders Kammermusikpartnern zählen zum Beispiel die Pianisten Mennan Bërveniku, Evgeny Sinaiski, Alejandro Picó-Leonís, Mayuko Obuchi, sowie Kazuko Seiler, die Organisten Robert Kovács, Martin Strohhäcker, und Elias Praxmarer, sowie die Cellistin Maddalena Del Gobbo,
Christoph Ehrenfellner widmete und komponierte für Walder 2022 das zeitgenössische Werk Rumpelstilzchen – Danza del Diavolo, das im selben Jahre von Walder uraufgeführt wurde.
Seit 2021 ist Walder Dozent für Violine bei ArtForFuture und unterrichtet seit 2022 als Dozent eine Klasse für Violine an der Sommerakademie Lilienfeld in Niederösterreich.
Walder spielt auf einem Instrument des Geigenbauers Stephan von Baehr.

## Preise und Auszeichnungen (Auswahl)
- 2010: IBLA Grand Prize in Ragusa „Lalo special mention“ und „most distinguished“[34]
- 2013: Grand Prix und 1. Preis beim Concours Grumiaux in Namur[35]
- 2013: 1. Preis beim Allegro Vivo Kammermusikfestival[36] und Sonderpreis Krahuletz-Preis
- 2014: 1. Preis Prima la musica-Bundeswettbewerb[37]
- 2014: 2. Platz bei der Ohrid Pearls Competition in Mazedonien[38]
- 2017: Musica Juventutis-Sieger mit Recital im Wiener Konzerthaus[39]
- 2017: Honorable Mention beim Resphighi Prize USA[40]
- 2018: 1. Preis bei der New York International Artists Association Violin Competition (NYIAA)[41]
- 2018: Preisträger/Laureat bei der Lipinski-Wieniawski Competition in Lublin[42]
- 2019: Golden Medal With High Distinction bei der 3. Berliner International Music Competition[43]
- 2021: 2. Preis bei der Vienna Classical Music Academy Competition[44]
- 2022: 2. Preis bei der Osaka International Music Competition in Japan[45]
- 2023: 3. Preis beim Internationalen Violinwettbewerb Henri Marteau sowie Preis der Jugendjury[46]

## Diskografie
- Tchaikovsky Violin Concerto for violin and piano. Orpheus Classical, 2020 (Streaming-Plattformen)[47]
- Faust. KNS Classical, 2021[48]
- (R)-EVOLUTION. Capriccio (Naxos Records), 2025[49]